# Mały gończy anglo-francuski
Mały gończy anglo-francuski – rasa psa, należąca do grupy VI, zaklasyfikowana do sekcji 1.2.
Przeciętna długość życia – 12 lat.

## Rys historyczny
Rasa wyhodowana w I połowie XX wieku w wyniku krzyżowania poitevina, porcelaina i beagla albo beagle harriera. Pierwszy standard rasy opracowano w 1978 roku.

## Wygląd
- Bi- albo tricolor
- wysokość w kłębie: 48–56 cm[3]
- masa ciała: 24–25 kg

## Użytkowość
Pies myśliwski używany do polowań na małą zwierzynę (bażanty, przepiórki i króliki), zarówno w sforze, jak i indywidualnie.

## Zachowanie i charakter
Spokojny, dobrze układa się w sforze, w miarę posłuszny.

## Popularność
Bardzo rzadki w Polsce.

## Championat w FCI
- CACIB na rasę. Podlega próbom pracy[1].